# لستینگهم
لستینگهم (به انگلیسی: Lastingham) یک روستا و محله مدنی در بریتانیا است که در رآیدل واقع شده‌است. لستینگهم ۲۳۳ نفر جمعیت دارد.